# Episodi di The Crown (quinta stagione)
La quinta stagione della serie televisiva The Crown, composta da dieci episodi, è stata interamente pubblicata sul servizio di streaming on demand Netflix il 9 novembre 2022.
| nº | Titolo originale        | Titolo italiano                   | Pubblicazione   |
| -- | ----------------------- | --------------------------------- | --------------- |
| 1  | Queen Victoria Syndrome | La sindrome della regina Vittoria | 9 novembre 2022 |
| 2  | The System              | Il sistema                        | 9 novembre 2022 |
| 3  | Mou Mou                 | Mou Mou                           | 9 novembre 2022 |
| 4  | Annus Horribilis        | Annus Horribilis                  | 9 novembre 2022 |
| 5  | The Way Ahead           | La via da seguire                 | 9 novembre 2022 |
| 6  | Ipatiev House           | Casa Ipatiev                      | 9 novembre 2022 |
| 7  | No Woman's Land         | La terra di nessuna               | 9 novembre 2022 |
| 8  | Gunpowder               | Fuoco alle polveri                | 9 novembre 2022 |
| 9  | Couple 31               | Coppia 31                         | 9 novembre 2022 |
| 10 | Decommissioned          | In disarmo                        | 9 novembre 2022 |

## La sindrome della regina Vittoria
- Titolo originale: Queen Victoria Syndrome
- Diretto da: Jessica Hobbs
- Scritto da: Peter Morgan

### Trama
Nel 1953, Elisabetta tiene un discorso a Clydebank, in Scozia, per il varo del nuovo yacht reale, che ha chiamato Britannia. Nel 1991, la Regina ha un appuntamento dal medico prima di salire a bordo della Britannia per recarsi a Balmoral. Nel frattempo, Carlo e Diana intraprendono un viaggio in Italia che viene etichettato come la loro "seconda luna di miele". Diana è infastidita dal fatto che Carlo abbia invitato Norton Knatchbull e la sua famiglia nel loro viaggio. Filippo nota che la Britannia ha superato il suo periodo migliore e ha un disperato bisogno di riparazioni. Il Sunday Times pubblica una storia secondo cui la popolazione sarebbe favorevole a un'abdicazione di Elisabetta a favore di Carlo, citando che Elisabetta ha la "sindrome della regina Vittoria" ed è sul trono da troppo tempo. Il viaggio di Carlo e Diana viene interrotto, con grande sgomento di Diana. Carlo ha un incontro con il primo ministro John Major sull'articolo del Sunday Times. Elisabetta viene a conoscenza della storia prima di incontrare Major a Balmoral. Chiede se il governo coprirà gli ingenti costi di riparazione per la Britannia, ma Major è preoccupato che l'uso della spesa pubblica per i lussi della famiglia reale si ritorcerà contro e sarà al centro di proteste pubbliche. Elisabetta si arrabbia e condivide che la Britannia è la sua casa preferita perché è stata in grado di farla propria senza il marchio dei monarchi del passato che hanno altre case reali. Major accetta di coprire i costi e partecipa al Ghillies Ball, dove i membri anziani della famiglia gli confidano i loro problemi. Major esprime la sua preoccupazione a sua moglie, Norma, e la sua sensazione che la famiglia reale stia andando in pezzi.

## Il sistema
- Titolo originale: The System
- Diretto da: Jessica Hobbs
- Scritto da: Peter Morgan

### Trama
Il principe Filippo inizia a guidare la carrozza come sport. Per aiutare la moglie di suo figlioccio, Lady Romsey, a far fronte alla morte della figlioletta, Filippo la introduce allo sport. L'amico radiologo di Diana, James Colthurst, viene avvicinato da Andrew Morton, che ha intenzione di scrivere un libro sul suo matrimonio. Per impedire il contatto diretto tra Diana e Morton, Colthurst riceve da Morton delle domande da consegnare a Diana, e poi traghetta le sue risposte a Morton. Filippo sente voci da Lady Romsey che un libro è stato scritto su Diana con la sua collaborazione. Colthurst viene buttato giù dalla bicicletta da un furgone e la casa di Morton viene scassinata. Filippo fa visita a Diana, avvertendola di non minare il sistema. Il libro di Morton viene comunque pubblicato, causando forti tensioni tra Diana e la famiglia reale.

## Mou Mou
- Titolo originale: Mou Mou
- Diretto da: Alex Gabassi
- Scritto da: Peter Morgan

### Trama
Nel 1946, Mohamed Al-Fayed, un venditore ambulante di Alessandria d'Egitto, ha un breve incontro con il duca e la duchessa di Windsor. Mohamed si sposa e ha un figlio, Dodi Fayed. Nel 1979 Mohamed, allora ricco uomo d'affari, acquista l'Hôtel Ritz Paris. A un ricevimento che celebra l'acquisizione, Mohamed chiede a Dodi di licenziare un cameriere nero di nome Sydney Johnson, ma dopo aver sentito che Johnson era il valletto del duca di Windsor, assume Johnson come suo valletto personale per farsi insegnare i costumi e le buone maniere britanniche, con l'obiettivo di avvicinarsi alla famiglia reale britannica. Mohamed acquista i grandi magazzini Harrods e Dodi, con l'aiuto di Mohamed, finanzia il film Momenti di gloria. Dopo la morte della duchessa Wallis Simpson nel 1986, Mohamed compra all'asta la villa parigina dei Windsor e, con la supervisione di Johnson, la restaura e la ribattezza Villa Windsor. Mohamed invita la regina a visitare la villa, ma invece lei manda il suo segretario privato a prendere possesso dei beni della proprietà dei Windsor rimasti in quella casa che Mohamed decide di restituire alla corona. Johnson muore poco dopo. Al Royal Windsor Horse Show, Mohamed viene nuovamente evitato dalla regina, che invece manda Diana a prendere il suo posto. Mohamed presenta Diana a Dodi.

## Annus Horribilis
- Titolo originale: Annus Horribilis
- Diretto da: May el-Toukhy
- Scritto da: Peter Morgan

### Trama
Nel 1992, dopo oltre 35 anni di assenza di contatti, la principessa Margaret riceve una lettera da Peter Townsend, che la informa che si recherà in visita a Londra per partecipare a un ricevimento di veterani. Margaret assiste e trascorre la serata in compagnia di Townsend. Townsend le dice che intende ridarle le lettere che lei gli aveva scritto durante il loro tempo insieme perché non gli resta molto da vivere. I figli della regina continuano ad avere difficoltà coniugali: il principe Andrea si separa da Sarah, duchessa di York dopo che le sue foto compromettenti sono state pubblicate sui giornali; la principessa Anna annuncia la sua intenzione di sposare Timothy Laurence dopo il suo divorzio da Mark Phillips, e il principe Carlo, in un incontro con sua madre, tira in ballo di nuovo un divorzio con Diana dopo la pubblicazione del libro di Morton. Un grande incendio scoppia al castello di Windsor. Margaret affronta la regina sul suo ruolo nel proibire il matrimonio con Townsend. A un pranzo in occasione del suo giubileo di rubino, la regina pronuncia un discorso in cui descrive il 1992 come un annus horribilis.

## La via da seguire
- Titolo originale: The Way Ahead
- Diretto da: May el-Toukhy
- Scritto da: Peter Morgan

### Trama
Il principe Carlo e Diana si separano formalmente. Un giornale scandalistico pubblica le trascrizioni di un'intima conversazione telefonica tra Charles e Camilla Parker Bowles tre anni prima. Un gruppo informale di consiglieri inizia a incontrarsi regolarmente per suggerire modi per migliorare l'immagine della monarchia ma, effettivamente presieduto dal principe Filippo, vengono discusse solo misure minori. Per migliorare la sua immagine pubblica dopo il "Tampongate", Charles appare nel documentario Charles: The Private Man, the Public Role con Jonathan Dimbleby. Diana e Camilla affrontano una maggiore attenzione da parte della stampa; Diana partecipa a un evento indossando il "vestito della vendetta". La principessa Anna riferisce ai reali più anziani che, lungi dal lasciarsi spezzare dallo scandalo, Carlo sta emergendo più forte e, con sorpresa della regina, sta istituendo un circolo di consiglieri per lavorare sulla sua agenda progressista, per contrastare il gruppo della "via da seguire" (che chiama il gruppo dei "ritardati"). Charles continua il suo lavoro con The Prince's Trust per aiutare i giovani svantaggiati in tutto il paese.

## Casa Ipatiev
- Titolo originale: Ipatiev House
- Diretto da: Christian Schwochow
- Scritto da: Peter Morgan

### Trama
Nel 1917, il governo britannico chiede a re Giorgio V e alla regina Mary di sostenere l'invio di una nave da guerra in Russia per portare la famiglia Romanov — lo zar Nicola II, la zarina Aleksandra, le loro quattro figlie e il figlio Aleksej — nel Regno Unito. Nella Casa Ipat'ev a Ekaterinburg, i Romanov vengono giustiziati dai bolscevichi locali. Al giorno d'oggi, la regina riceve il presidente russo Boris El'cin a Buckingham Palace. El'cin invita la regina per una visita di stato in Russia. La regina, sottolineando che El'cin ha eseguito l'ordine di demolire la casa di Ipatiev, pone come condizione la riesumazione e la sepoltura delle spoglie dei Romanov. El'cin è d'accordo e il principe Filippo aiuta a identificare i resti attraverso l'impronta genetica fornendo campioni del suo sangue. Durante la visita di stato in Russia, Filippo ammette alla regina di aver cercato compagnia intellettuale altrove, l'amica più intima è stata Lady Romsey. La regina invita Lady Romsey a fare un'apparizione pubblica insieme alla famiglia reale per dissipare le voci di scorrettezza.

## La terra di nessuna
- Titolo originale: No Woman's Land
- Diretto da: Erik Richter Strand
- Scritto da: Peter Morgan

### Trama
Il principe William inizia a frequentare l'Eton College. Diana ha difficoltà ad affrontare la sua separazione e il cambiamento del rapporto con suo figlio. Martin Bashir, giornalista del programma di attualità della BBC Panorama, usa estratti conto falsi per ottenere la fiducia del conte Spencer, il fratello di Diana. Bashir afferma che lo staff di Carlo e Diana lo sta spiando per conto dei servizi segreti. Diana incontra il chirurgo Hasnat Khan. William confida alla regina che a volte è preoccupato per sua madre. Diana si aggira per l'ospedale finché non ha un altro incontro con Khan. Il conte Spencer presenta Diana a Bashir; Bashir convince Diana a filmare un'intervista per Panorama per raccontare la sua versione della storia in risposta al documentario di Carlo. Diana e Khan vedono un film insieme, poi si baciano. Bashir incoraggia i sentimenti di insicurezza di Diana.

## Fuoco alle polveri
- Titolo originale: Gunpowder
- Diretto da: Erik Richter Strand
- Scritto da: Peter Morgan

### Trama
Diana e Khan continuano la loro relazione. Bashir e il suo editore Steve Hewlett ricevono il via libera dal direttore generale della BBC John Birt per condurre l'intervista. Il conte Spencer nota incongruenze nei conti di Bashir e consiglia a Diana di cessare i contatti, ma Bashir convince Diana a continuare. Bashir e la sua squadra filmano An Interview with HRH The Princess of Wales  in segreto nell'appartamento di Diana a Kensington Palace durante la notte di Guy Fawkes. Rivedendo il filmato, Birt è sbalordito dal contenuto esplosivo e ha dei dubbi a lasciarlo andare in onda, ma alla fine non fa niente. Diana informa la regina dell'intervista in anticipo rispetto alla data di trasmissione, che la regina nota essere il giorno del suo 48º anniversario di matrimonio con il principe Filippo.

## Coppia 31
- Titolo originale: Couple 31
- Diretto da: Christian Schwochow
- Scritto da: Peter Morgan

### Trama
La Regina scrive a Carlo e Diana consigliando loro di divorziare. Diana affronta le conseguenze dell'intervista a Panorama e la fine della sua relazione con Khan. Con Carlo e Diana incapaci di concordare i termini di accordo per il loro divorzio, la regina chiede a John Major di agire come intermediario. Carlo assume i servizi del dirigente delle pubbliche relazioni Mark Bolland, che consiglia a Carlo di accettare i termini in modo che lui e Camilla possano migliorare la loro immagine pubblica il prima possibile. Carlo e Diana stabiliscono un accordo. Il principe fa visita a Diana nel suo appartamento, dove i due riflettono sul loro matrimonio.

## In disarmo
- Titolo originale: Decommissioned
- Diretto da: Alex Gabassi
- Scritto da: Peter Morgan

### Trama
Il partito laburista guidato da Tony Blair ha vinto le elezioni generali del Regno Unito del 1997 in maniera schiacciante. Con Blair che chiarisce che non finanzierà un nuovo yacht con i soldi dei contribuenti e la sua proposta di finanziamento privato rifiutata dalla regina, Elisabetta decide di ritirare il Britannia senza sostituzioni. Diana e i suoi figli sono invitati da Mohamed Al-Fayed a una vacanza a Saint-Tropez. Carlo si reca a Hong Kong per tenere un discorso in occasione del passaggio di consegne di Hong Kong. Dopo la cerimonia di consegna, il principe incontra Blair sul Britannia per discutere della modernizzazione della monarchia. Prima dello smantellamento del Britannia, la regina torna sullo yacht per un addio.